# Fudbalski Klub Rudar Prijedor
Il Fudbalski Klub Rudar Prijedor (cirillico: ФК Рудар Приједор) è una società calcistica bosniaca, con sede nella città di Prijedor.

## Storia
Fondata nel 1968 da alcuni minatori della città di Prijedor, nel periodo jugoslavo ha sempre militato nelle serie inferiori. Ha raggiunto per la prima volta nella sua storia la massima serie piazzandosi al primo posto nel campionato 2008-2009 della Prva Liga RS, il girone di seconda divisione bosniaca al quale partecipano le squadre della Republika Srpska.

## Rosa 2012-2013
| N. |                                 | Ruolo | Calciatore       |
| -- | ------------------------------- | ----- | ---------------- |
| 1  | Bosnia ed Erzegovina (bandiera) | P     | Boriša Bodiroga  |
| 2  | Rep. Dominicana (bandiera)      | C     | Eduardo Acevedo  |
| 3  | Bosnia ed Erzegovina (bandiera) | D     | Goran Kotaran    |
| 4  | Serbia (bandiera)               | D     | Milorad Gigović  |
| 5  | Bosnia ed Erzegovina (bandiera) | D     | Boris Savić      |
| 6  | Bosnia ed Erzegovina (bandiera) | C     | Anel Ramić       |
| 7  | Bosnia ed Erzegovina (bandiera) | D     | Nebojša Šodić    |
| 9  | Bosnia ed Erzegovina (bandiera) | D     | Marinko Rastoka  |
| 10 | Bosnia ed Erzegovina (bandiera) | A     | Damir Rovčanin   |
| 11 | Bosnia ed Erzegovina (bandiera) | A     | Haris Handžić    |
| 13 | Bosnia ed Erzegovina (bandiera) | D     | Emilko Janković  |
| 14 | Bosnia ed Erzegovina (bandiera) | A     | Miloš Srndanović |
| 16 | Bosnia ed Erzegovina (bandiera) | C     | Goran Kecman     |
| 18 | Bosnia ed Erzegovina (bandiera) | D     | Duško Sakan      |

| N. |                                 | Ruolo | Calciatore          |
| -- | ------------------------------- | ----- | ------------------- |
| 19 | Croazia (bandiera)              | D     | Denis Bajalica      |
| 20 | Bosnia ed Erzegovina (bandiera) | C     | Borislav Mikić      |
| 21 | Bosnia ed Erzegovina (bandiera) | C     | Nemanja Kokanović   |
| 22 | Serbia (bandiera)               | A     | Veljko Vuković      |
| 31 | Montenegro (bandiera)           | P     | Aleksandar Nikolić  |
| -  | Bosnia ed Erzegovina (bandiera) | P     | Danijel Milanović   |
| -  | Bosnia ed Erzegovina (bandiera) | P     | Bojan Tripić        |
| -  | Croazia (bandiera)              | D     | Tomislav Puljić     |
| -  | Bosnia ed Erzegovina (bandiera) | D     | Borislav Topić      |
| -  | Serbia (bandiera)               | C     | Aleksandar Bajat    |
| -  | Serbia (bandiera)               | A     | Veljko Vuković      |
| -  | Bosnia ed Erzegovina (bandiera) | A     | Duško Vranešević    |
| -  | Georgia (bandiera)              | A     | Apollon Lemondzhava |

## Palmarès

### Competizioni nazionali
- Republička liga Bosne i Hercegovine: 2

1975-1976, 1983-1984
- Prva liga Republike Srpske: 2

2008-2009, 2014-2015
- Kup Republike Srpske: 1

2014-2015

### Altri piazzamenti
- 2. Savezna liga:

Secondo posto: 1970-1971 (girone ovest), 1971-1972 (girone ovest)
Terzo posto: 1969-1970 (girone ovest)
- Kup Maršala Tita:

Semifinalista: 1988-1989
- Prva liga Republike Srpske:

Secondo posto: 2017-2018
Terzo posto: 2016-2017